# Canton de Waldstätten
Ne doit pas être confondu avec Waldstätten.
1798–1803
Entités précédentes :
- Canton de Nidwald
- Canton d'Obwald
- Canton de Schwytz
- Canton d'Uri
- Canton de Zoug
- République de Gersau
- Abbaye d'Engelberg

Entités suivantes :
- Canton de Nidwald
- Canton d'Obwald
- Canton de Schwytz
- Canton d'Uri
- Canton de Zoug

Le canton de Waldstätten (en allemand : Kanton Waldstätten) est un ancien canton de la République helvétique, créé en 1798 en combinant les territoires des cantons fondateurs de l'ancienne confédération suisse, Uri (sans la Léventine, mais avec l'Urseren), Schwytz (sans March ni Höfe) et Unterwald, ainsi que de Zoug, de la République de Gersau et de l'abbaye d'Engelberg. Le nom du canton provient de Waldstätten, expression désignant les trois cantons primitifs.
Le réarrangement des frontières cantonales de la République helvétique n'est pas bien reçu par la population de ces cantons. Leur poids politique est fortement réduit : au lieu des 16 sièges précédemment alloués à ces territoires à la Diète fédérale, le canton de Waldstätten ne bénéficie que de quatre représentants.
En 1803, l'Acte de médiation rétablit les cantons de Schwytz, d'Unterwald, d'Uri et de Zoug, et fait disparaitre le canton de Waldstätten.